# Premios Nacionales de la Cultura Gallega
Los Premios Nacionales de la Cultura Gallega (en gallego: Premios Nacionais da Cultura Galega) son unos galardones concedidos por la Junta de Galicia a personas individuales o colectivos que destaquen por su labor en diversos campos artísticos y sociales. El jurado está formado por quince personas. 
Los premios son de carácter anual y comenzaron en el año 2008, edición en la que los premiados apreciaron una cantidad de 15000 euros y una escultura de madera de castaño 32 cm, obra de Ignacio Basallo. El fallo se produce en el mes de mayo.

## Categorías
- Premio Nacional de Arquitectura e espazos públicos
- Premio Nacional de Artes visuais
- Premio Nacional de Artes escénicas
- Premio Nacional de Literatura
- Premio Nacional de Música (Galicia)
- Premio Nacional de Patrimonio cultural
- Premio Nacional de Pensamento e cultura científica
- Premio Nacional de Cine e audiovisual
- Premio Nacional de Iniciativa cultural
- Premio Nacional de Cultura tradicional e de base